# Olympische Sommerspiele 2012/Gewichtheben – Halbschwergewicht (Frauen)
Das Gewichtheben der Frauen in der Klasse bis 69 kg (Halbschwergewicht) bei den Olympischen Spielen 2012 in London fand am 1. August 2012 im ExCeL Exhibition Centre statt. Es traten 15 Sportlerinnen aus 14 Ländern an.
Der Wettbewerb bestand aus zwei Teilen: Reißen (Snatch) und Stoßen (Clean and Jerk). Die Teilnehmerinnen traten in zwei Gruppen zuerst im Reißen an, bei dem sie drei Versuche hatten. Wer ohne gültigen Versuch blieb, schied aus. Im Stoßen hatte wieder jede Starterin drei Versuche. Die Sportlerin mit dem höchsten zusammenaddierten Gewicht gewann. Im Falle eines Gleichstandes gab das geringere Körpergewicht den Ausschlag.

## Titelträgerinnen
| Weltmeisterin   | Reißen    | Oksana Sliwenko | 118 kg | WM 2011 in Paris |
| Weltmeisterin   | Stoßen    | Oksana Sliwenko | 148 kg | WM 2011 in Paris |
| Weltmeisterin   | Zweikampf | Oksana Sliwenko | 266 kg | WM 2011 in Paris |
| Olympiasiegerin | Zweikampf | Liu Chunhong    | 286 kg | Peking 2008      |

## Bestehende Rekorde
| Weltrekord    | Reißen    | Liu Chunhong | 128 kg | Peking, China | 13. August 2008 |
| Weltrekord    | Stoßen    | Liu Chunhong | 158 kg | Peking, China | 13. August 2008 |
| Weltrekord    | Zweikampf | Liu Chunhong | 286 kg | Peking, China | 13. August 2008 |
| Olympiarekord | Reißen    | Liu Chunhong | 128 kg | Peking, China | 13. August 2008 |
| Olympiarekord | Stoßen    | Liu Chunhong | 158 kg | Peking, China | 13. August 2008 |
| Olympiarekord | Zweikampf | Liu Chunhong | 286 kg | Peking, China | 13. August 2008 |

## Zeitplan
- Gruppe B: 1. August 2012, 12:30 Uhr
- Gruppe A: 1. August 2012, 15:30 Uhr

## Endergebnis
| Platz | Athletin                    | Land              | Gr. | Körper- gewicht | Reißen (kg) | Reißen (kg) | Reißen (kg) | Reißen (kg) | Stoßen (kg) | Stoßen (kg) | Stoßen (kg) | Stoßen (kg) | Gesamt |
| Platz | Athletin                    | Land              | Gr. | Körper- gewicht | 1           | 2           | 3           | Ges.        | 1           | 2           | 3           | Ges.        | Gesamt |
| ----- | --------------------------- | ----------------- | --- | --------------- | ----------- | ----------- | ----------- | ----------- | ----------- | ----------- | ----------- | ----------- | ------ |
| 1     | Rim Jong-sim                | Nordkorea         | A   | 68,22           | 111         | 115         | 117         | 115         | 142         | 146         | 146         | 146         | 261    |
| 2     | Anna Nurmuchambetowa        | Kasachstan        | A   | 68,71           | 110         | 115         | 117         | 115         | 136         | 140         | 140         | 136         | 251    |
| 3     | Ubaldina Valoyes            | Kolumbien         | A   | 68,98           | 108         | 111         | 113         | 111         | 130         | 135         | 135         | 135         | 246    |
| 4     | Huang Shih-hsu              | Chinesisch Taipeh | A   | 68,45           | 110         | 115         | 115         | 110         | 130         | 130         | 131         | 131         | 241    |
| 5     | Marie-Ève Beauchemin-Nadeau | Kanada            | B   | 68,92           | 100         | 100         | 104         | 104         | 130         | 134         | 135         | 135         | 239    |
| 6     | Esmat Mansour               | Ägypten           | A   | 68,42           | 105         | 105         | 108         | 105         | 130         | 130         | 134         | 130         | 235    |
| 7     | Ghada Hassine               | Tunesien          | B   | 68,64           | 97          | 101         | 102         | 102         | 115         | 120         | 125         | 120         | 222    |
| 8     | Rosa Tenorio                | Ecuador           | B   | 68,72           | 95          | 95          | 100         | 95          | 115         | 115         | 120         | 115         | 210    |
| 9     | Natasha Perdue              | Großbritannien    | B   | 67,98           | 92          | 92          | 95          | 92          | 113         | —           | —           | 113         | 205    |
| 10    | Mercy Apondi Obiero         | Kenia             | B   | 67,85           | 72          | 76          | 76          | 76          | 100         | 105         | 111         | 105         | 181    |
|       | Mun Yu-ra                   | Südkorea          | B   | 68,56           | 102         | 102         | 102         | NVL         | —           | —           | —           | —           | NVL    |
|       | Meline Dalusjan             | Armenien          | A   | 68,65           | 111         | 115         | 115         | —           | 140         | 140         | 142         | —           | DSQ    |
|       | Maryna Schkermankowa        | Belarus           | A   | 68,21           | 108         | 113         | 117         | —           | 135         | 140         | 143         | —           | DSQ    |
|       | Dsina Sasanawez             | Belarus           | A   | 68,49           | 108         | 113         | 115         | —           | 136         | 136         | 141         | —           | DSQ    |
|       | Roxana Cocoș                | Rumänien          | A   | 68,00           | 108         | 111         | 113         | —           | 138         | 143         | 146         | —           | DSQ    |

- Im Oktober 2016 erkannte das IOC der Belarussin Maryna Schkermankowa die Bronzemedaille ab, auch die ursprünglich viertplatzierte Belarussin Dsina Sasanawez musste disqualifiziert werden.[1]
- Im November 2020 wurde auch die ursprüngliche Silbermedaillengewinnerin aus Rumänien Roxana Cocoș wegen positiver Dopingergebnisse disqualifiziert.[2]
- Aufgrund der Untersuchungsergebnisse von Dopingproben wurde Dalusjan am 23. Dezember 2018 vom Weltverband IWF suspendiert.[3]
- Die als Favoritin geltende Russin Oksana Sliwenko, amtierende Welt- und Europameisterin sowie Silbermedaillengewinnerin von Peking, konnte wegen einer Trainingsverletzung nicht antreten.[4]